# 皮卡斯基耶
皮卡斯基耶（法語：Puycasquier，法語發音：[pɥikaskje]）是法国热尔省的一个市镇，属于欧什区。

## 地理
皮卡斯基耶（43°44'47"N, 0°44'51"E）面积20.14 平方千米，位于法国奧克西塔尼大區热尔省，该省份为法国西南部内陆省份，北起顺时针与洛特-加龙省、塔恩-加龙省、上加龙省、上比利牛斯省、大西洋比利牛斯省和朗德省接壤。
与皮卡斯基耶接壤的市镇（或旧市镇、城区）包括：欧尼亚、克拉斯特、芒桑皮、马拉瓦、米拉蒙拉图尔、皮斯、圣安托南、泰博斯克、图朗凯。

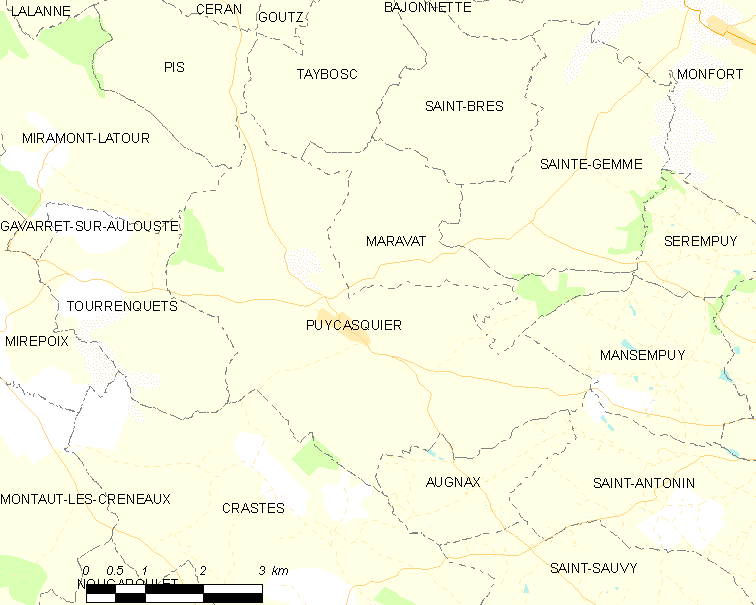
皮卡斯基耶的OSM定位图

皮卡斯基耶的时区为UTC+01:00、UTC+02:00（夏令时）。

## 行政
皮卡斯基耶的邮政编码为32120，INSEE市镇编码为32335。

## 政治
皮卡斯基耶所属的省级选区为欧什加斯科涅县。

## 人口

1962-2008年间皮卡斯基耶人口变化图示

皮卡斯基耶于2022年1月1日时的人口数量为428人。